# Said Oveissi
Said Oveissi, född 17 mars 1943 i Iran, är en svensk skådespelare, manusförfattare och regissör.

## Biografi
Oveissi flydde från Iran i början av 1990-talet efter att han hade skrivit och regisserat en regimkritisk pjäs. I Sverige har han engagerats vid Backa Teatern 2001 där han medverkade i pjäsen Eliza i regi av Eva Bergman samt 2002 i pjäsen Hatten är din i regi av Alexander Öberg. Han tilldelades en Guldbagge för bästa manliga biroll i filmen Vingar av glas 2000.

## Filmografi
- 2000 – Vingar av glas
- 2001 - Beck – Kartellen

## Teater

### Roller (ej komplett)
| År   | Roll | Produktion                 | Regi            | Teater       |
| ---- | ---- | -------------------------- | --------------- | ------------ |
| 2001 |      | Eliza George Bernard Shaw  | Eva Bergman     | Backa teater |
| 2002 |      | Hatten är din Mats Kjelbye | Alexander Öberg | Backa teater |